# Francisco de Herrera le Vieux
Pour les articles homonymes, voir Herrera.
Francisco de Herrera le Vieux (Séville, 1576 ou 1590 - Madrid, 1656) est un peintre et graveur espagnol. Il est appelé aussi Herrera l'Ancien.
Son œuvre est représentative de l'évolution stylistique dans la première moitié du XVIIe siècle à Séville par l'abandon du style maniériste du début de sa carrière pour un style naturaliste qui évolue vers des formes libres et douces caractéristique du baroque.

## Biographie
La date de naissance du peintre est inconnue. Certaines sources la situe en 1576, d'autres plus nombreuses vers 1590. (La date de 1588 est avancée par Jean-Louis Augé).
Fils du peintre miniaturiste et graveur Juan de Herrera y Aguilar, Herrera est considéré comme un des fondateurs de l'école de Séville, représentée notamment par des peintres tels que Francisco Pacheco. On le surnomme Le Vieux afin de le distinguer de son frère Juan Herrera miniaturiste et graveur également et de son fils Francisco Herrera el Mozo, également devenu peintre. 
D'un caractère intransigeant et difficile, Francisco de Herrera a été le premier maître du jeune Diego Vélasquez, lequel, terrifié par le caractère volcanique du personnage, n'a passé auprès de lui qu'une année.
Son premier travail connu est une gravure datée datée de 1609. et ce n'est qu'en 1619 qu'il passera sa licence de peintre devant Pacheco, bien qu'il travaillait déjà depuis quelques années et qu'il avait reçu commande d'une importante série de tableaux pour le couvent de San Francisco en 1616.
Dans la période suivante, il devient un des peintres les maitres les plus estimés de Séville avec des commandes importantes tant à l'huile qu'à la fresque.

## Œuvres
Parmi les plus belles œuvres de Herrera, on compte Le Jugement dernier et une Sainte Famille, tous deux situés dans des églises de Séville. Elles se caractérisent par une grande audace dans l'exécution et une technique sans faille.
- La multiplication des pains - Musée Goya [2]
- Marie-Madeleine pénitente, la gestuelle traduit la force du repentir (vers 1634)
- Saint Bonaventure recevant la communion des mains d'un ange (Série de quatre tableaux commandée en 1627 pour l'église du collège franciscain San Buenaventura de Séville), huile sur toile, 234 × 218 cm, Musée du Louvre, Paris[3] :
- Job tenté par le démon, (1636), huile sur toile, 215 × 151 cm, Musée des beaux-arts, Rouen
- Saint Basile dictant sa règle (commandé par le collège San Basilio en 1638. Ornait le sommet d'un retable pour lequel l'artiste peignit neuf autres tableaux), huile sur toile, 243 × 194 cm, Musée du Louvre, Paris[4].

Son style évolue depuis ses premières années encore marquées par le style enluminé de son père, ainsi que par le maniérisme tardif de Francisco Pacheco. Mais l'influence centrale semble être celle du peintre de Juan de Roelas.

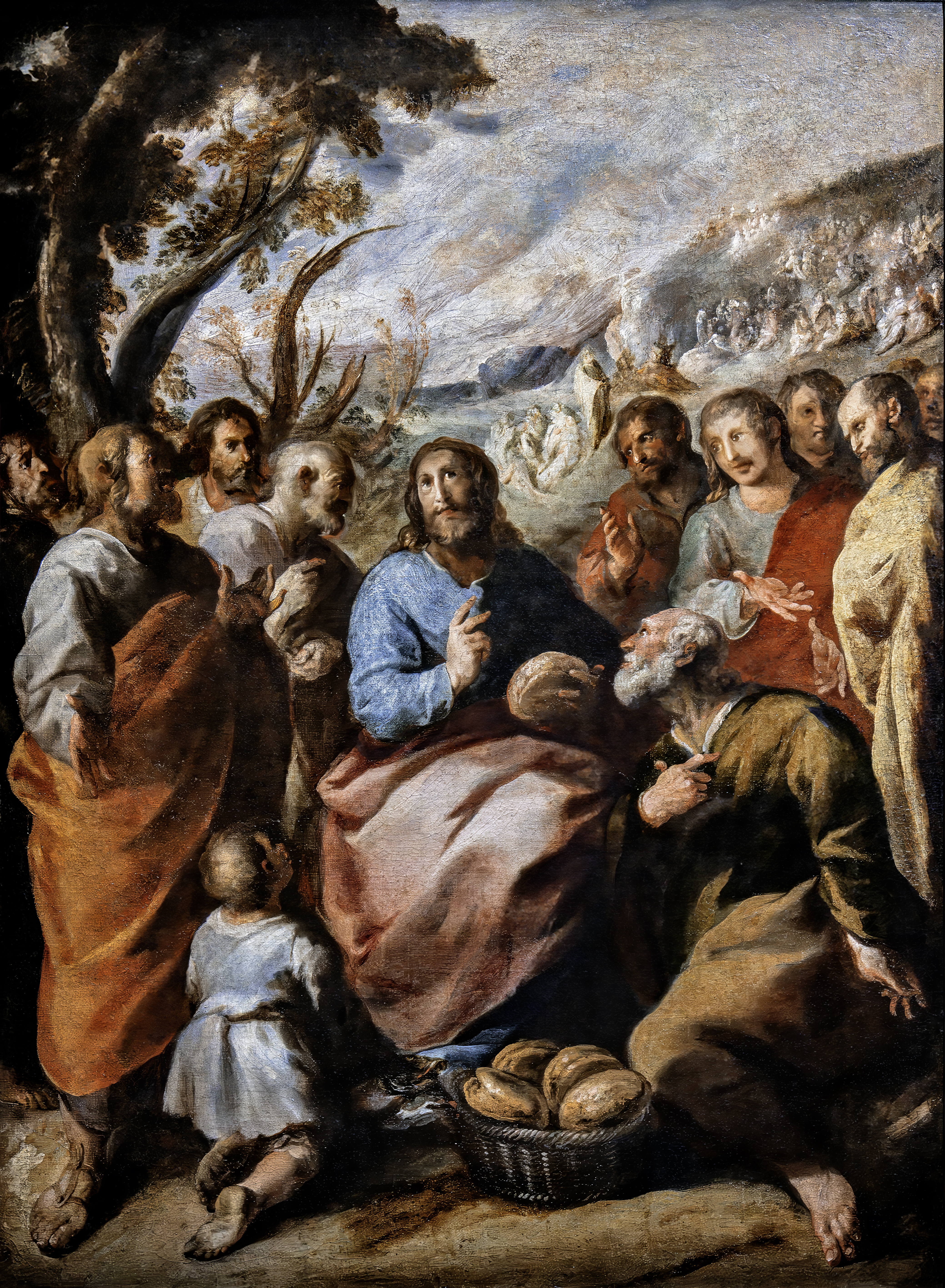
La multiplication des pains - Musée Goya
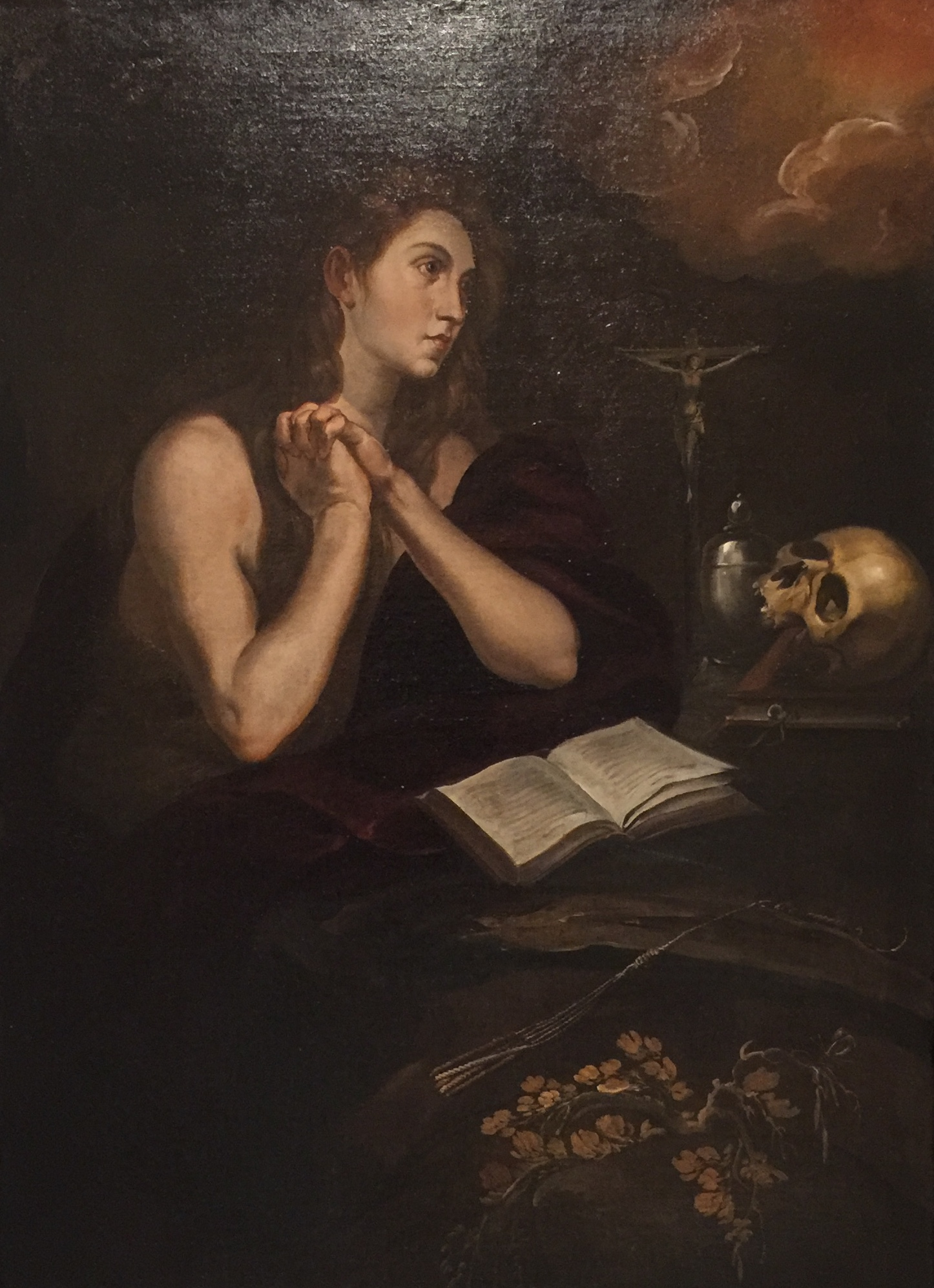
Marie-Madeleine pénitente, Valence
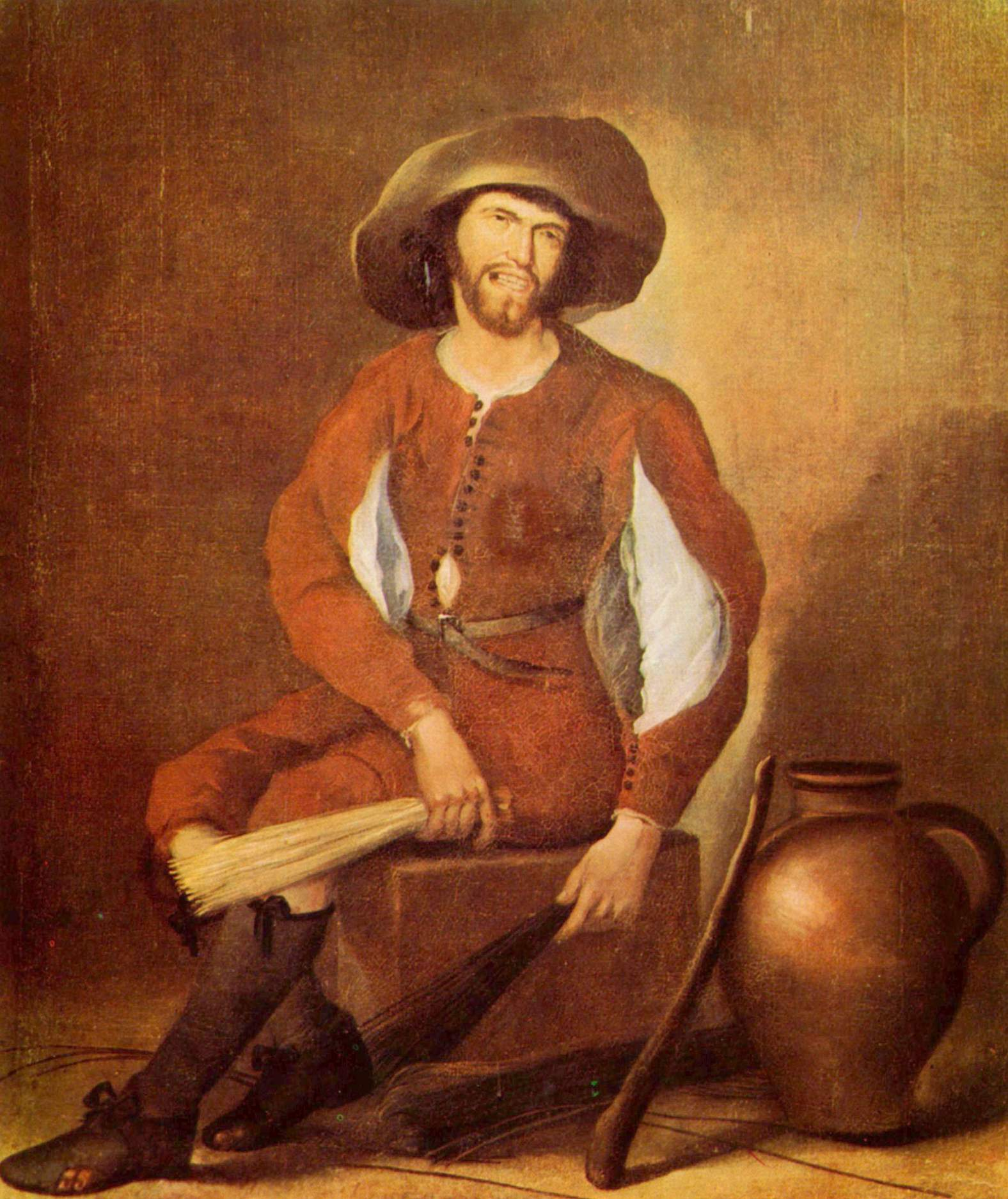
Fabricant de balai (première moitié du XVIIe siècle)